# Abdel Karim Kassem
Abdel Karim Kassem (en arabe : عبد الكريم قاسم), né le 21 novembre 1914 à Bagdad et mort le 9 février 1963 dans cette même ville, est un général et un homme d'État nationaliste irakien. Il est Premier ministre du 14 juillet 1958 jusqu'à la révolution de Ramadan le 8 février 1963, où il est assassiné par une coalition de militaires baasistes et nasséristes.

## Biographie

### Jeunesse et carrière dans l'armée
Le père d'Abdel Karim, Kassem Mohammed Bakr Al-Fadhli Al-Zubaidi, était un agriculteur du sud de Bagdad et un musulman sunnite irakien mort pendant la Première Guerre mondiale, après la naissance de son fils. La mère de Kassem, Kayfia Hassan Yakoub Al-Sakini, était une Kurde feylienne musulmane chiite de Bagdad.
Quand Kassem est âgé de six ans, sa famille s'installe à Suwayra, une petite ville proche du Tigre, puis à Bagdad en 1926. Kassem est bon élève et entre dans une école secondaire grâce à une bourse du gouvernement. Après l'obtention de son diplôme en 1931, il fréquente l'école Shamiyya jusqu'à son admission en septembre 1932 au collège militaire. En 1934, il obtient son diplôme de sous-lieutenant. Kassem fréquente ensuite le collège al-Arkan de l'état-major et obtient son diplôme avec mention (grade A) en décembre 1941. En 1951, il suit un cours pour officiers supérieurs à Devizes, dans le Wiltshire. Là, ses camarades le surnomment « le charmeur de serpents » pour la facilité avec laquelle il les persuadait d'entreprendre des actions improbables lors d'exercices militaires.
En tant que militaire, il participe à la répression des troubles tribaux dans la région du Moyen Euphrate en 1935, pendant la guerre anglo-irakienne en mai 1941 et la guerre au Kurdistan en 1945. Kassem sert également durant la première guerre israélo-arabe de mai 1948 à juin 1949. Vers la fin de la mission, il commande un bataillon de la première brigade, situé dans la région de Kafr Qasim, au sud de Qalqilya. En 1956-1957, il est en poste avec sa brigade à Mafraq en Jordanie au lendemain de la crise de Suez. En 1957, Kassem assume la direction de plusieurs groupes d’opposition constitués au sein de l'armée.

### Coup d'État du 14 juillet 1958
Le 14 juillet 1958, Kassem et ses partisans mobilisent des troupes de l'armée irakienne pour déclencher le coup d'État, prendre d'assaut le palais royal à Bagdad et renverser ainsi la monarchie hachémite.
Le coup d'État est planifié par le Mouvement des officiers libres et des civils, mais est exécuté principalement par Kassem et le colonel Abdel Salam Aref. Il est déclenché lorsque le roi Hussein de Jordanie, craignant qu'une révolte anti-occidentale au Liban se propage dans son pays, demande l'aide de l'Irak. Au lieu de se diriger vers la Jordanie, le colonel Aref positionne son bataillon à Bagdad et proclame immédiatement la fin de l'ancien régime et l'instauration d'une république. Placée dans son contexte historique, le putsch du 14 juillet est le point culminant d'une série de soulèvements et de tentatives de coup d'État qui ont commencé avec la tentative de 1936 de Bakr Sidqi, le coup d'État de Rachid Ali al-Gillani de 1941, le soulèvement de Wathbah de 1948 et les manifestations de 1952 et 1956. Les événements du 14 juillet 1958 s'inscrivent aussi dans le sillage du mouvement panarabiste prôné par le colonel Nasser, qui encourageait la destitution des monarchies accusées d'être inféodées à l'impérialisme occidental. C'est ainsi que le soulèvement militaire du 14 juillet ne rencontre pratiquement aucune opposition.
Le prince Abdelilah ne veut aucune résistance contre les forces qui assiègent le palais royal de Rihab, dans l'espoir d'obtenir l'autorisation de quitter le pays. Le commandant du bataillon de la Garde royale en service, le colonel Taha Bamirni, ordonne aux gardes du palais de cesser les tirs.
La famille royale, dont le roi Fayçal II, le prince Abdelilah, la princesse Hiyam (épouse d'Abdelilah), la princesse Nafisah (mère d'Abdelilah), la princesse Abadiyah (tante du roi), et plusieurs serviteurs sont capturés alors qu'ils quittent le palais. Quand ils arrivent tous dans la cour, on leur dit de se tourner vers le mur. Tous sont ensuite abattus par le capitaine Abdus Sattar As Sab.
Le roi Fayçal et la princesse Hiyam sont blessés. Le roi meurt plus tard avant d'arriver à l'hôpital. La princesse Hiyam n'est pas reconnue à l'hôpital et réussit à se faire soigner. Plus tard, elle part en Arabie saoudite où vit sa famille. Elle s'installe finalement en Égypte où elle vit jusqu'à sa mort[réf. nécessaire].
À la suite du coup d'État, la nouvelle République irakienne est dirigée par un Conseil révolutionnaire. À sa tête se trouve un conseil de souveraineté composé de trois membres, représentant chacun une des communautés du pays, Mohammed Mahdi Kubbah représentant les chiites, Khalid al-Naqshabandi les Kurdes et Muhammad Najib el-Roubai, la population sunnite. Ce dernier prend la présidence du pays mais son pouvoir est limité.
Kassem assume lui les fonctions de Premier ministre et de ministre de la Défense, tandis que le colonel Aref est choisi comme vice-Premier ministre et ministre de l'Intérieur. Il dirige le gouvernement, composé d’un large éventail de mouvements politiques irakiens parmi lesquels deux représentants du Parti national-démocrate, un membre d'Al-Istiqlal, un représentant du Baas et un marxiste. Le cabinet est alors la plus haute autorité en Irak, doté à la fois de pouvoirs exécutif et législatif. 
Le 26 juillet suivant, une constitution provisoire est adoptée. Selon le document, l'Irak est une république et fait partie de la nation arabe, tandis que l'Islam est religion d'État. Le Conseil des ministres est investi des pouvoirs législatifs, avec l'approbation du Conseil de souveraineté, tandis que la fonction exécutive est également conférée au Conseil des ministres. La constitution proclame l'égalité de tous les citoyens irakiens devant la loi et bénéficient de toutes les libertés démocratiques sans distinction de race, de langue ou de religion. Le gouvernement libère les prisonniers politiques et accorde l'amnistie aux Kurdes qui ont participé aux soulèvements de 1943 à 1945. Les Kurdes exilés peuvent rentrer chez eux et sont accueillis par le nouveau régime.

### Premier ministre de la République
Le nouveau gouvernement bénéficie du soutien des exilés kurdes (dont il avait permis le retour) et du Parti communiste. Nombre de réformes sont adoptées dans les semaines qui suivent : réforme agraire, aides aux familles pauvres, plans urbains, etc. C’est aussi un renouveau culturel avec la multiplication des œuvres. Le poète Mohamed Mahdi Al-Jawahiri se fait le chantre du nouveau régime.
Il nomme ministre Naziha al-Dulaimi, qui devient ainsi la première femme ministre de l'histoire de l'Irak et du monde arabe. Elle participe à l'élaboration de la loi de 1959 sur les droits civils, qui est très en avance sur son temps dans la libéralisation des dispositions sur le mariage et l'héritage au profit des femmes irakiennes. La nouvelle loi, considérée comme la plus progressiste du Moyen-Orient, comprend également l'interdiction du mariage des fillettes et entrave la polygamie.
La nouvelle Constitution, adoptée en juillet 1958, reconnait des droits nationaux au peuple kurde au sein de l'État irakien et cela au même titre que les Arabes, ce qu'avait toujours refusée la monarchie. Les autorités favorisent la création d'une commission de savants kurdes pour rédiger une histoire de leur peuple destinée à être enseignée dans tous les établissements scolaires, y compris les écoles arabes. Fait unique dans les annales de l'État irakien, la construction de lycées et d'une université kurdes est entérinée par Bagdad. Enfin, un système d’autonomie administrative commença à être installé dans le Kurdistan irakien.
Enfin en matière de politique étrangère, Kassem met rapidement fin au pacte de Bagdad pour se rapprocher de l'Union soviétique.

### Tentative d'assassinat et décès
Il est victime d'un attentat manqué à la mitraillette par deux jeunes révolutionnaires anonymes devenus célèbres : Saddam Hussein et le milliardaire anglo-irakien Nadhmi Auchi. La fuite à cheval, ou à la nage, en Syrie de Saddam Hussein à la suite de cet attentat est un des éléments de la mythologie du dictateur. Dans les années 1980, un film d'État irakien, The long days, a retracé cet épisode. La voiture criblée de balles a été exposée dans un palais de Saddam Hussein. Nadhmi Auchi est jugé en compagnie de Saddam Hussein pour son implication dans cette tentative d'assassinat. Il reconnaît avoir hébergé les armes de cet attentat, mais nie toute implication directe dans les tirs.
En 1961, las des atermoiements du pouvoir irakien, le général kurde Mustafa Barzani prend la tête d'une rébellion visant à contraindre Bagdad à réellement appliquer les dispositions de la Constitution accordant aux Kurdes des droits nationaux égaux à ceux des Arabes. Les combats qui s'ensuivent avec l'armée irakienne fragilisent le régime.   
Le général Kassem est exécuté le 9 février 1963, après un coup d'État fomenté par le parti Baas. Son organisateur est le général Ahmed Hassan al-Bakr, déjà impliqué en 1958 dans des tentatives de complot contre Kassem. Le maréchal Abdel Salam Aref devient par la suite président et le général Bakr président du Conseil des ministres. Le Baas prend le pouvoir pour la première fois, interdit le Parti communiste, pourchasse ses membres et sympathisants et les emprisonne.